# Ekoid jezici
Ekoid jezici jezična podskupina od osam jezika koji se govore na području Nigerije u državi Cross River. Jezici koje obuhvaća su abanyom, 12,500 (1986); efutop, 10,000 (1973 SIL); ejagham, 67,281 u Nigeriji (2000 WCD) i 49,394 u Kamerunu (2000 WCD); ekajuk, 30,000 (1986 Asinya); nde-nsele-nta, 19,500 (1987); ndoe, 7,344 (2000 WCD); nkem-nkum, 34,500 (1987 Asinya); nnam ili ndem, 3,000 (1987 Asinya).
Ekoid jezici dio su šire skupine južnih bantoidnih jezika.

## Vanjske poveznice
- Ethnologue (14th)
- Ethnologue (15th)